# Pristotis
Pristotis – rodzaj morskich ryb okoniokształtnych z rodziny garbikowatych. 

## Klasyfikacja
Gatunki zaliczane do tego rodzaju:
- Pristotis cyanostigma
- Pristotis obtusirostris